# Stonewall Lésbico Brasileiro
Stonewall Lésbico Brasileiro foi como ficou conhecida a manifestação contra o preconceito e a discriminação, ocorrida no Ferro’s Bar, que deu origem ao Dia do Orgulho Lésbico. Ganhou esse nome em referência à famosa Rebelião de Stonewall.

## História
O dia 19 de agosto de 1983 marca a data da primeira manifestação lésbica contra a discriminação no Brasil, ocorrida no Ferro’s Bar, ponto de encontro das lésbicas de São Paulo até setembro de 2000. A manifestação foi posteriormente lançada, em 11 de junho de 2003, como Dia do Orgulho Lésbico, pelas ativistas Luiza Granado e Neusa Maria de Jesus, então respectivamente da Rede de Informação Um Outro Olhar e da Coordenadoria Especial de Lésbicas (CEL) da Associação da  Parada do Orgulho GLBT. E, em 19 de junho de 2008, a Assembleia Legislativa Paulista aprovou projeto que instituiu o Dia do Orgulho Lésbico no Estado de São Paulo. Desde então, a data passou a ser lembrada anualmente de forma presencial ou virtual.
Na noite do dia 19 de agosto de 1983, as então integrantes do Grupo Ação Lésbica Feminista (GALF), Célia Miliauskas, Elisete Ribeiro Neres, Luiza Granado, Míriam Martinho, Rosely Roth e Vanda Frias, “invadiram” o Ferro’s Bar, no centro de São Paulo, para poder voltar a vender seu boletim Chanacomchana que fora proibido no local em 23 de julho de 1983.
Situado na rua Martinho Prado n.º 119, em frente à Sinagoga Beth-El, atual Museu Judaico de São Paulo, o Ferro’s Bar, desde sua inauguração em 1961, sempre fora reduto da boemia paulistana, frequentado por atores, atrizes, jornalistas, escritores, gays e prostitutas. Na década de 1970, porém, se consagrou como ponto de encontro das lésbicas de São Paulo, apesar das relações entre os donos do bar e as clientes nem sempre terem sido cordiais. No caso das integrantes do GALF, os donos do bar implicaram com a venda do boletim Chanacomchana, por seu nome muito explícito, acusando as ativistas do grupo de estarem fazendo arruaça no recinto, embora, de religiosos a camelôs, todos pudessem vender de tudo lá dentro.
A manifestação para reverter a proibição do Chanacomchana no Ferro’s contou com o apoio de ativistas do então Movimento Homossexual, como o grupo Outra Coisa de Ação Homossexualista e o grupo Somos, feministas e parlamentares como a vereadora Irede Cardoso (PT), além da cobertura da Folha de S.Paulo que registrou o evento em texto e fotos. Contou também com um lance cômico para seu sucesso: alguém, já dentro do bar,  tirou o boné do porteiro que mantinha a porta fechada para as manifestantes e o atirou no meio das mesas. Enquanto ele saiu atrás do boné, um rapaz abriu a porta do bar e as integrantes do GALF consumaram a “invasão”.
Figura de destaque do que os jornalistas, Carlos Brickmann e Vanda Frias, chamaram de happening político, a ativista Rosely Roth subiu em algumas cadeiras e discursou pelo direito do GALF poder vender seu boletim num bar sustentado pelas lésbicas. A manifestação terminou com a vereadora Irede Cardoso mediando, junto aos donos do bar, a promessa de que não mais impediriam a venda do Chanacomchana no Ferro’s. E Rosely arrematou a conversa afirmando apropriadamente: “Ele só voltou atrás por causa de nossa força, de nossa união. A democracia neste bar só depende de nós!"
O bem-sucedido happening político do Ferro’s Bar garantiu não só que o GALF pudesse voltar a vender seu boletim sem problemas como até conseguir anúncios do estabelecimento para o Chanacomchana. Entrou para a  História, resgatada 20 anos depois, em 2003, como Dia Nacional do Orgulho Lésbico, igualmente homenageando Rosely Roth, falecida em 28 de agosto de 1990.